# Argeo, Narciso e Marcellino
Argeo, Narciso e Marcellino (fl. IV secolo) furono dei martiri della persecuzione di Diocleziano agli inizi del IV secolo e venerati come santi dalla Chiesa cattolica.

## Agiografia
Secondo i martirologi medievali di Floro e di Adone, Argeo, Narciso e Marcellino erano tre fratelli, che subirono il martirio a Tomi in Scizia. Il giovane Marcellino si rifiutò di prestare il servizio militare e fu dapprima incarcerato e poi affogato in mare. I fratelli Argeo e Narciso, dopo essere andati a trovare in carcere Marcellino, furono anch'essi arrestati e decapitati. Questo sarebbe avvenuto al tempo dell'imperatore Licinio (308-324).
Secondo la moderna critica agiografica, queste indicazione di Floro e Adone, prese dall'antico martirologio geronimiano, sono tuttavia errate, poiché si riferiscono ad altri martiri. Infatti gli elogi del geronimiano, per i primi giorni dell'anno, sono molto confusi e le notizie si sovrappongono.
Nell'edizione emendata di questo martirologio, il luogo di morte di Argeo, Narciso e Marcellino è identificato con la località di Cori, oggi in provincia di Latina. Secondo la passio del sacerdote san Marciano, i tre martiri furono decapitati.

## Culto
All'epoca di papa Leone IV (847-855), le reliquie di Argeo, Narciso e Marcellino furono traslate nella basilica dei Santi Quattro Coronati a Roma, come ricorda una lapide all'interno della chiesa.
La commemorazione di questi tre martiri fu inserita da Cesare Baronio nel Martirologio Romano al 2 gennaio, secondo le indicazioni dei martirologi medievali:
( Martirologio romano pubblicato per ordine del Sommo Pontefice Gregorio XIII, riveduto per autorità di Urbano VIII e Clemente X, aumentato e corretto nel 1749 da Benedetto XIV (PDF), quarta edizione italiana, Libreria editrice vaticana, 1955,  p. 3.)
Nella riforma del martirologio dopo il Concilio Vaticano II, l'elegio dei tre santi è stato corretto secondo la moderna critica agiografica:
(Martirologio Romano. Riformato a norma dei decreti del Concilio ecumenico Vaticano II e promulgato da papa Giovanni Paolo II, Città del Vaticano, 2004, p. 105)